# Urbano Santos
Urbano Santos Palicio (Gijón, Asturias, España, 5 de febrero de 1975) es un exfutbolista español que jugaba como defensa.

## Trayectoria

### Como jugador
Comenzó a jugar al fútbol en el colegio San Fernando de Avilés y continuó su formación en el Real Avilés Industrial C. F. hasta que ingresó en las categorías inferiores del Real Sporting de Gijón en su primer año en categoría infantil. En febrero de 1994 fue cedido al U. D. Gijón Industrial, donde disputó seis encuentros antes de regresar al Real Sporting de Gijón "B" para terminar la temporada. Debutó con el primer equipo sportinguista en un partido correspondiente a la campaña 1996-97. En la temporada 1997-98 se marchó cedido al C. D. Badajoz y, a continuación, militó en el Sporting durante dos temporadas. En 2000 fichó por el Rayo Vallecano de Madrid en Primera División, pero solo jugó siete partidos. Posteriormente, fue traspasado al Club Polideportivo Ejido, donde destacó por su regularidad. En 2005, fichó por el Hércules C. F., recién ascendido a Segunda División. Dos temporadas después fichó por el otro equipo de la ciudad, el Alicante C. F. Con el Alicante fue pieza clave del ascenso a Segunda y renovó automáticamente tras disputar más de veinticinco partidos.
El 27 de agosto de 2009 ficha por la U. D. Alzira, club perteneciente al grupo VI de Tercera División, con el que logró el ascenso a Segunda División B. Una campaña después militó con el C. D. Olímpic, también de Tercera, donde consiguió un nuevo ascenso a la categoría de bronce y puso fin a su carrera deportiva.

### Como entrenador
En la temporada 2011-12, ya retirado como jugador, inició su formación como técnico siendo el segundo entrenador de Vicente Russo en el equipo juvenil del Hércules.

## Clubes
| Club                       | País   | Año       |
| -------------------------- | ------ | --------- |
| U. D. Gijón Industrial     | España | 1994      |
| Real Sporting de Gijón "B" | España | 1994-1997 |
| Real Sporting de Gijón     | España | 1997-1998 |
| C. D. Badajoz              | España | 1998      |
| Real Sporting de Gijón     | España | 1998-2000 |
| Rayo Vallecano de Madrid   | España | 2000-2002 |
| Club Polideportivo Ejido   | España | 2002-2005 |
| Hércules C. F.             | España | 2005-2007 |
| Alicante C. F.             | España | 2007-2009 |
| U. D. Alzira               | España | 2009-2010 |
| C. D. Olímpic              | España | 2010-2011 |